# فرانسیسکو گیروگی

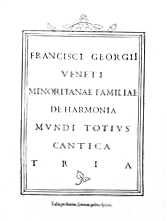
متن. او

فرانسیسکو گیروگی ونتو،(به انگلیسی: Francesco Giorgi Veneto) یک راهب فرقه راهبان کهتر یا فرانسیسکن ونیزی (زاده ۱۴۶۶- درگذشته ۱۵۴۰) و نویسنده کتاب (De harmonia mundi totius) از ۱۵۲۵ بود. وی هم چنین کتاب (In Scripturam Sacram Problemata) را در ۱۵۳۶ نوشته‌است.

وی را هم چنین گیروگی زورزی (Giorgio, Zorzi) نیز خطاب می کنند.